# Human Rights Foundation
Die Human Rights Foundation (HRF) ist eine Non-Profit-Menschenrechtsorganisation, sie wurde 2005 von Thor Halvorssen, einem venezolanischen Menschenrechtsanwalt und Filmproduzenten, gegründet. Die Organisation kümmert sich weltweit um die Menschenrechte, gemäß ihrer Satzung geht es ihr darum: „sicherzustellen, dass Freiheit sowohl gefestigt, als auch ausgeweitet wird“. Der derzeitige Vorsitzende ist der russische Schachgroßmeister Garri Kasparow und der Leiter der Rechtsabteilung ist Javier El-Hage. Der Hauptsitz der Organisation befindet sich in New York City, New York, USA, sie organisiert weltweit zahlreiche Kampagnen, Konferenzen und Veranstaltungen zu Demokratie und Menschenrechten (z. B. das jährlich stattfindende Oslo Freedom Forum).

## Veranstaltungen
- College Freedom Forum - CFF:

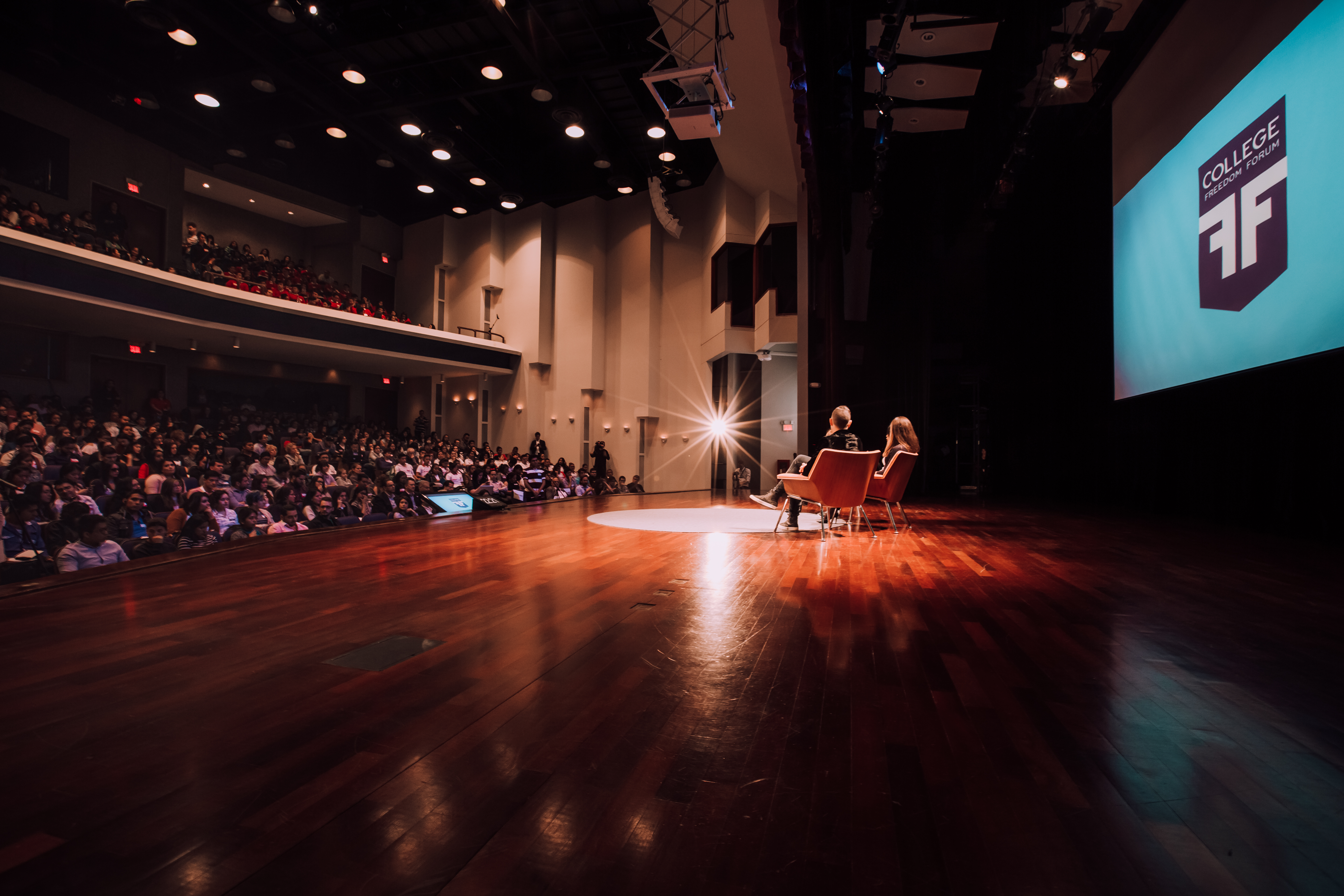
College Freedom Forum 2017 in Universidad Francisco Marroquín, Guatemala City

Das CFF ist eine Reihe eintägiger Veranstaltungen, die darauf abzielen, Studenten über individuelle Rechte und Demokratie auf der ganzen Welt aufzuklären. Jede CFF bietet während der Präsentationen die Möglichkeit für Studenten und Zuschauer, mit den Rednern einzeln und während einer Frage-und-Antwort-Sitzung zu interagieren.
- Oslo Freedom Forum - OFF (jährlich seit 2008):

Menschenrechts-Konferenz, welche seit 2008 jährlich in Oslo stattfindet. Während der Konferenz erzählen Demokratie- und Menschenrechtsaktivisten ihre Geschichten und ihre Ansichten zu den Menschenrechten in der Welt.

## Auszeichnungen

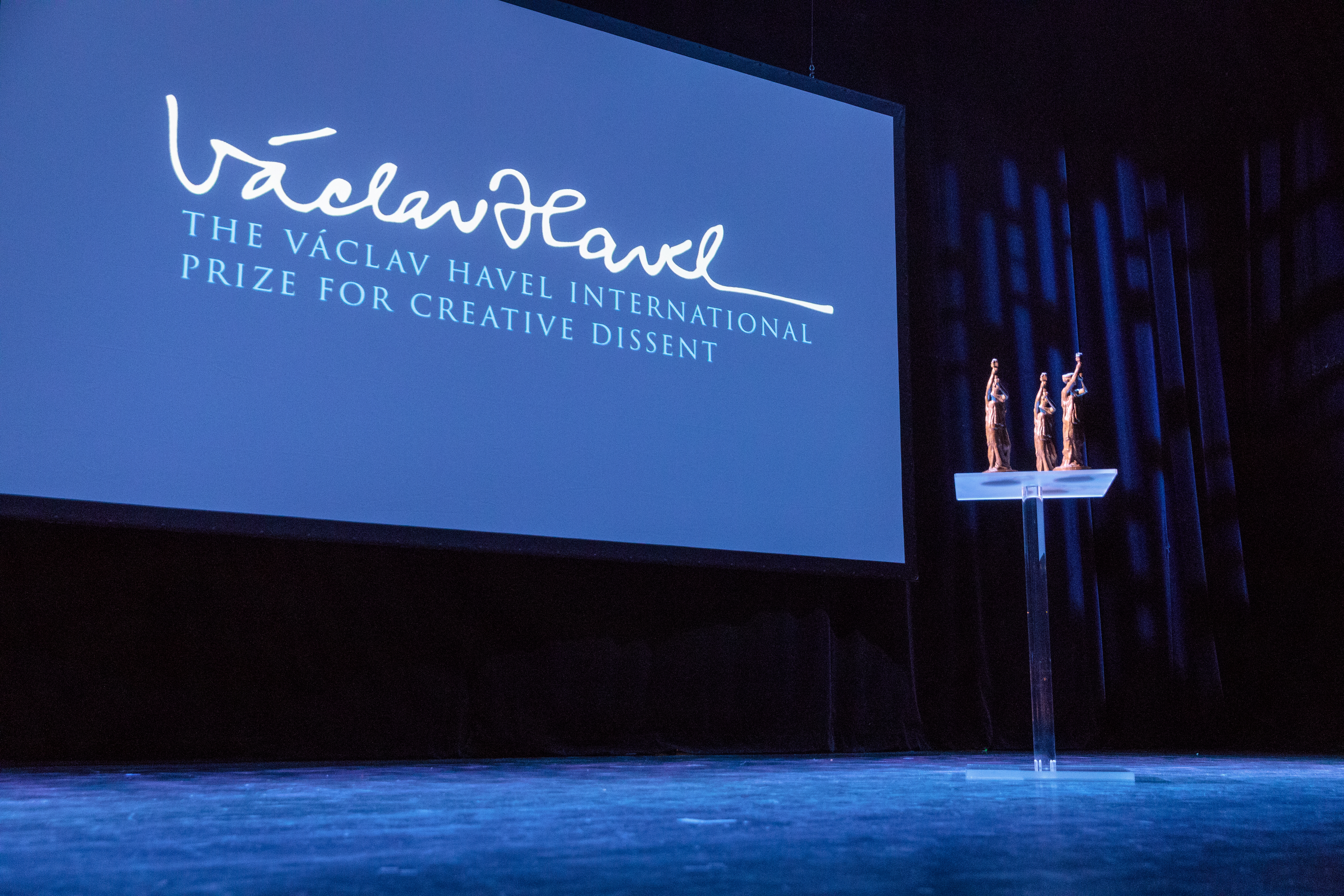
Václav Havel Prize Award Ceremony in 2018

- Václav-Havel-Preis für kreativen Dissens: wird seit 2012 von der HRF verliehen zu Ehren des im Dezember 2011 verstorbenen tschechischen Politikers und Dramaturgen Václav Havel. (Nicht zu verwechseln mit dem Václav-Havel-Menschenrechtspreis)
  - bisherige Preisträger:[2]
    - 2012: Ai Weiwei, Aung San Suu Kyi und Manal al-Sharif
    - 2013: Ali Farzat, Park Sang Hak und die Oppositions-Gruppe 'Damen in Weiß'
    - 2014: Erdem Gündüz, die Band 'Pussy Riot' und Dhondup Wangchen[3]
    - 2015: Bewegung 'Girifn', Sakdiyah Ma'ruf und El Sexto
    - 2016: Atena Farghadani, Petr Pavlensky und Umida Akhmedova
    - 2017: Silvanos Mudzvovm, Ayat Al-Qurmezi und die Website: 'El Chigüire Bipolar'
    - 2018: Emmanuel Jal, Belarus Free Theatre und Mai Khôi
    - 2019: Rayma Suprani, Ramy Essam